# دوري السوبر الألباني 1939
دوري السوبر الألباني 1939 (بالألبانية: Kategoria Superiore 1939‏) هو موسم من دوري السوبر الألباني. أشرف على تنظيمه اتحاد ألبانيا لكرة القدم، وفاز فيه نادي تيرانا.